# استانکا زلاتوا
استانکا زلاتوا (بلغاری: Станка Златева Христова؛ زادهٔ ۱ مارس ۱۹۸۳) کشتی‌گیر زن اهل بلغارستان است.